# Phillips 6.6
La technique Phillips 6.6 est une méthode de travail de groupe en milieu scolaire qui fut créée en 1948.

## Principes
Le nom de cette méthode vient du patronyme de son inventeur J. Donald Phillips et du fait qu'elle vise à faire travailler ensemble six personnes pendant six minutes (une minute chacune).

## Technique
Les élèves sont placés par groupe de six. Dans chaque groupe, quatre élèves ont en charge les rôles suivants :
- Le président : interroge et donne la parole à ses camarades.
- Le secrétaire : note tout ce qui est dit ou uniquement les idées retenues par le groupe.
- Le rapporteur ou le messager : fait le compte-rendu oral aux autres groupes.
- Le gardien du temps : veille à ce que l’activité soit terminée dans le délai imparti et à ce que les élèves ne s’éparpillent pas dans le bavardage…

Chaque élève dispose d’une minute pour s’exprimer, sous le contrôle du gardien du temps.
Le secrétaire, muni d’un feutre, note les différentes idées sur une feuille de format A3 qui sera ensuite exposée au tableau et commentée par le messager.
Dans cette technique, les deux missions les plus délicates sont celles du secrétaire (qui doit notamment veiller à ne pas noter plusieurs fois la même idée) et du rapporteur ou messager, qui doit (re)formuler de façon claire les notes prises et les organiser de façon pédagogiquement compréhensibles par le grand groupe.
On prévoit généralement, avant l’affichage, un temps bref de relecture (maximum dix minutes) pour que les membres du groupe puissent éventuellement compléter, amender, mieux organiser... la prise de notes du secrétaire.